# Mini-Jeux du Pacifique de 2022
Navigation
2017 Port-Vila 2025 Koror
Les Mini-Jeux du Pacifique de 2022 sont la 11e édition de ces jeux. Ils se tiennent du 17 au 25 juin 2022 à Saipan, aux îles Mariannes du Nord. C'est la première fois que ce Commonwealth américain les accueille. 
Saipan est choisie comme ville hôte le 4 juillet 2014 durant le Conseil général des Jeux du Pacifique.
La compétition devait initialement se dérouler du 2 au 12 septembre 2021 mais elle a dû être reportée en raison de la pandémie de Covid-19.

## Sports
Douze sports initiaux étaient prévus pour les jeux, mais ce nombre a été réduit à six en 2019, à la suite de l'impact du typhon Yutu. Le programme a ensuite été étendu à neuf sports avec l'inclusion du va'a, du tennis et de l'haltérophilie en 2021.
- athlétisme () (détails)
- badminton () (détails)
- baseball () (détails)
- beach-volley (2) (détails)
- golf () (détails)
- haltérophilie () (détails)
- tennis (1) (détails)
- triathlon (1) (détails)
- va’a (12) (détails)

## Participants
20 pays et territoires participent à cette édition :
- Îles Mariannes du Nord (135 athlètes) (hôtes)
- Australie (19 athlètes)
- Îles Cook (10 athlètes)
- Fidji (125 athlètes)
- Guam (101 athlètes)
- Kiribati (23 athlètes)
- États fédérés de Micronésie (7 athlètes)
- Nauru (38 athlètes)
- Nouvelle-Calédonie (109 athlètes)
- Île Norfolk (3 athlètes)
- Palaos (47 athlètes)
- Papouasie-Nouvelle-Guinée (91 athlètes)
- Samoa (31 athlètes)
- Samoa américaines (3 athlètes)
- Îles Salomon (117 athlètes)
- Tahiti (90 athlètes)
- Tonga (12 athlètes)
- Tuvalu (15 athlètes)
- Vanuatu (28 athlètes)
- Wallis-et-Futuna (42 athlètes)

## Tableau des médailles
La Papouasie-Nouvelle-Guinée domine le classement des médailles avec 80 médailles remportées dont 33 en or.
17 des 20 nations repartent avec au moins une médaille. Seules la Micronésie, Nauru et les Samoa américaines finissent la compétition sans aucune médaille.
- Pays organisateur

| Rang               | Nation                      | Or  | Argent | Bronze | Total |
| ------------------ | --------------------------- | --- | ------ | ------ | ----- |
| 1                  | Papouasie-Nouvelle-Guinée   | 33  | 28     | 19     | 80    |
| 2                  | Polynésie française         | 22  | 15     | 21     | 58    |
| 3                  | Îles Mariannes du Nord      | 16  | 13     | 9      | 38    |
| 4                  | Australie                   | 16  | 3      | 3      | 22    |
| 5                  | Nouvelle-Calédonie          | 11  | 26     | 17     | 54    |
| 6                  | Guam                        | 10  | 5      | 11     | 26    |
| 7                  | Fidji                       | 9   | 17     | 17     | 43    |
| 8                  | Samoa                       | 8   | 5      | 8      | 21    |
| 9                  | Îles Salomon                | 5   | 18     | 6      | 29    |
| 10                 | Tonga                       | 4   | 0      | 3      | 7     |
| 11                 | Kiribati                    | 3   | 0      | 1      | 4     |
| 11                 | Palaos                      | 3   | 0      | 1      | 4     |
| 13                 | Vanuatu                     | 2   | 5      | 1      | 8     |
| 14                 | Tuvalu                      | 2   | 0      | 1      | 3     |
| 15                 | Îles Cook                   | 0   | 1      | 3      | 4     |
| 16                 | Wallis-et-Futuna            | 0   | 0      | 6      | 6     |
| 17                 | Île Norfolk                 | 0   | 0      | 2      | 2     |
| 18                 | États fédérés de Micronésie | 0   | 0      | 0      | 0     |
| 18                 | Nauru                       | 0   | 0      | 0      | 0     |
| 18                 | Samoa américaines           | 0   | 0      | 0      | 0     |
| Total (20 nations) | Total (20 nations)          | 144 | 136    | 129    | 409   |